# AQUA (大沢千秋のアルバム)
『AQUA』（アクア）は、大沢千秋のミニ・アルバム。1999年7月14日にポリドールから発売された。

## 概要

### アルバム解説
- 大沢が発売した唯一のアルバムである。
- 夏をイメージした楽曲を多く収録してある[2]。
- キャッチコピーは「17歳。何かがはじまるときめきの夏。今、青に染まって。」[3]。

### 楽曲解説
- 4曲目「元気でね（Chiaki ver.）」は、elikaの楽曲のカバーである[4]。
- 5曲目「想い」は、1998年に発売されたサウンドトラック『KIRARA ORIGINAL SOUNDTRACK SOUND LINK -on the web-』からの再録である[5]。

## 収録曲
| #         | タイトル                    | 作詞       | 作曲       | 編曲       | 時間  |
| --------- | --------------------------- | ---------- | ---------- | ---------- | ----- |
| 1.        | 「AQUAブルーの夏」          | 横山桜也   | 百石元     | 見良津健雄 | 4:37  |
| 2.        | 「幸せはここにある!」       | MOMO       | 新井理生   | 新井理生   | 3:16  |
| 3.        | 「Power of Love」           | 島影江里香 | 野田雪文   | 野田雪文   | 5:15  |
| 4.        | 「元気でね（Chiaki ver.）」 | 島影江里香 | 工藤仁志   | 工藤仁志   | 3:21  |
| 5.        | 「想い」                    | 島影江里香 | 野田雪文   | 野田雪文   | 4:01  |
| 6.        | 「Power for you」           | 林美夏     | 見良津健雄 | 見良津健雄 | 4:38  |
| 合計時間: | 合計時間:                   | 合計時間:  | 合計時間:  | 合計時間:  | 25:08 |

## タイアップ
| 楽曲           | タイアップ                                                                                        |
| -------------- | ------------------------------------------------------------------------------------------------- |
| AQUAブルーの夏 | 文化放送ラジオ『ノン子とのび太のアニメスクランブル』内「帰ってきたKIRARA CLUB」オープニングテーマ |
| Power of Love  | OVA『KIRARA』オープニングテーマ                                                                   |
| 想い           | OVA『KIRARA』挿入歌                                                                               |
| Power for you  | 文化放送ラジオ『ノン子とのび太のアニメスクランブル』内「帰ってきたKIRARA CLUB」オープニングテーマ |

## スタッフクレジット
| プロデューサー               | 服部街宇           |
| ディレクター                 | オライリー柴田     |
| A&R                          | 藤井秀行           |
| 新曲エンジニア               | 岩崎芳和           |
| 既出曲エンジニア             | 柳沢一彦、野口雅広 |
| マスタリングエンジニア       | 北川照明           |
| アーティストマネジメント     | 服部あさこ         |
| 写真&デザイン                | 青木保夫           |
| スタイリスト                 | 小山美子           |
| ヘアーメイク                 | 佐々木篤           |
| エグゼクティブプロデューサー | 角田純一、堀尾裕樹 |